# Jonatan (Golanské výšiny)
Jonatan (hebrejsky יוֹנָתָן, podle vojáka Jonatana Rozenmana, který padl roku 1973 v jomkipurské válce, v oficiálním přepisu do angličtiny Yonatan) je izraelská osada a vesnice typu mošav na Golanských výšinách v Oblastní radě Golan.

## Geografie
Leží v nadmořské výšce 555 metrů na náhorní plošině v střední části Golanských výšin. Cca 4 kilometry jihozápadně odtud se nachází pahorek Giv'at Bezek s největším polem dolmenů v Izraeli. Při něm vybíhá komunikace k starověkému areálu Gamla. Vesnice se nachází cca 29 kilometrů severovýchodně od města Tiberias, cca 77 kilometrů severovýchodně od Haify a cca 135 kilometrů severovýchodně od centra Tel Avivu. Na dopravní síť Golanských výšin je napojena pomocí lokální silnice číslo 808.

## Dějiny
Jonatan leží na Golanských výšinách, které byly dobyty izraelskou armádou v roce 1967 a jsou od té doby cíleně osidlovány Izraelci. Tato obec byla založena jako provizorní v roce 1975 za vlády Jicchaka Rabina jako gesto proti rezoluci srovnávající sionismus a rasismus, kterou krátce předtím přijala Organizace spojených národů. Z podobného popudu tehdy na Golanských výšinách vznikly ještě nové osady Odem a Ma'ale Gamla. Zpočátku šlo o polovojenskou osadu typu Nachal.
V zakládající skupině osadníků se angažoval otec Jonatana Rozenmana, po kterém byla nová osada pojmenována. Osadníci se nejprve provizorně usadili v lokalitě Tel Josifon (תל יוסיפון) poblíž stejnojmenné hory Har Josifon. Odtud ale byli vypuzeni izraelskou armádou. V roce 1976 se proto přesunuli do blízkosti vysídlené syrské vesnice v lokalitě Tel Faradž ('תל פארג). I toto bylo jen provizorní místo, se kterým nesouhlasila armáda. V oficiálních statistických výkazech se jako rok založení uvádí 1976.
Teprve v roce 1978 se skupina osadníků přesídlila o něco západněji, na nynější lokalitu. Pak probíhala výstavba domů a 31. srpna 1980 byla nová vesnice slavnostně předána do užívání. Status samostatné obce obdržela vesnice v roce 1982. Na založení obce se podílela organizace ha-Po'el ha-Mizrachi.
V obci funguje zařízení předškolní péče o děti. Základní škola a střední náboženská škola (ješiva) je v nedaleké osadě Chispin. Místní ekonomika je zčásti založena na zemědělství (k roku 2007 zde fungoval druhý největší chov drůbeže v Izraeli). Dále je zde jedna z největších mléčných farem v zemi. V okolí se pěstuje vinná réva. Vesnice Jonatan začala svou existenci jako mošav, konkrétně tzv. mošav šitufi, tedy více kolektivně organizovaná zemědělská komunita. Později ale prošla procesem privatizace a nyní funguje jako tzv. společná osada (jišuv kehilati) bez výraznějšího kolektivního charakteru místní ekonomiky. V obci je k dispozici obchod se smíšeným zbožím, zdravotní středisko, synagoga, mikve, veřejná knihovna a benzinová pumpa. Vedení obce plánuje výstavbu 19 nových rodinných domů, pro které již jsou připraveny inženýrské sítě.

## Demografie
Jonatan je osadou s nábožensky založeným obyvatelstvem. Jde o menší sídlo vesnického typu s dlouhodobě rostoucí populací. K 31. prosinci 2014 zde žilo 570 lidí. Během roku 2014 vzrostla populace o 0,7 %.
| Rok            | 1983 | 1995 | 1999 | 2000 | 2001 | 2003 | 2004 | 2005 | 2006 | 2007 | 2008 | 2009 | 2010 | 2011 | 2012 | 2013 | 2014 |
| -------------- | ---- | ---- | ---- | ---- | ---- | ---- | ---- | ---- | ---- | ---- | ---- | ---- | ---- | ---- | ---- | ---- | ---- |
| Počet obyvatel | 104  | 170  | 236  | 250  | 271  | 312  | 344  | 347  | 352  | 353  | 375  | 447  | 466  | 528  | 549  | 566  | 570  |